# Артюшково (Курская область)
Артю́шково — село в Рыльском районе Курской области. Входит в состав Некрасовского сельсовета.

## География
Село находится в правобережье Сейма, в 102 км западнее Курска, в 15 км южнее районного центра — города Рыльск, в 6,5 км от центра сельсовета — Некрасово.
Климат
Артюшково, как и весь район, расположено в поясе умеренно континентального климата с тёплым летом и относительно тёплой зимой (Dfb в классификации Кёппена).

## История
В 1677 году (7185 от сотворения мира) в Артюшкове была построена Покровская церковь. В 1734 и 1872 годах возводились новые церковные здания.
Административно входило в состав Волобуевской волости Рыльского уезда Курской губернии.

## Население
| 2002 | 2010 |
| ---- | ---- |
| 127  | ↘81  |

## Инфраструктура
Личное подсобное хозяйство. В селе 71 дом.

## Транспорт
Артюшково находится в 9,5 км от автодороги регионального значения 38К-040 (Хомутовка — Рыльск — Глушково — Тёткино — граница с Украиной), в 4 км от автодороги 38К-030 (Рыльск — Коренево — Суджа), на автодороге межмуниципального значения 38Н-693 (38К-040 — Артюшково с подъездом к с. Семеново), в 4 км от ближайшего ж/д остановочного пункта 9 км (линия 358 км — Рыльск).
В 155 км от аэропорта имени В. Г. Шухова (недалеко от Белгорода).